# Un professore fra le nuvole
Un professore fra le nuvole (The Absent Minded Professor) è un film del 1961 diretto da Robert Stevenson. Il soggetto è tratto dal racconto A Situation of Gravity di Samuel W. Taylor.
Secondo dei sette film di cui Fred MacMurray fu protagonista per la Disney tra il 1959 e il 1973, il film ebbe un notevole successo e fu candidato a tre premi Oscar: Oscar alla migliore scenografia, Oscar alla migliore fotografia, Oscar ai migliori effetti speciali.
Due anni dopo ebbe un sequel: Professore a tuttogas (Son of Flubber), con lo stesso cast e la regia dello stesso Robert Stevenson. Infine, nel 1997 se ne ebbe un remake diretto da Les Mayfield: Flubber - Un professore fra le nuvole.
Il film è stato uno dei pochi film in bianco e nero prodotto dalla Walt Disney Pictures dopo il 1941. In occasione della sua distribuzione in videocassetta nel 1986, ne è stata fatta una versione colorizzata.

## Trama
Il professor Ned Brainard, docente universitario di Chimica-fisica al Medfield College , è un uomo "con la testa tra le nuvole": dedito allo studio, ha dimenticato ripetutamente di recarsi in chiesa per il proprio matrimonio con la fidanzata Betsy. Brainard scopre infine una sostanza gommosa, da lui ribattezzata "volma" (da "gomma volante"; nell'originale inglese: "Flubber" da "Flying Rubber"), in grado di vincere la forza di gravità.
Brainard sperimenta la gomma dapprima su oggetti comuni, quali la propria automobile (una Ford modello T), e infine la utilizza per aiutare la mediocre squadra di pallacanestro della propria università. Brainard vorrebbe trovare dei finanziatori per produrre la volma in quantità industriali e attira l'attenzione del disonesto imprenditore Alonzo Hawk, il cui figlio Biff ha una vecchia ruggine col professore perché a causa della sua bocciatura all'esame era stato escluso dalla squadra di basket.
Per dare una lezione a Hawk, Barnard gli dà un paio di scarpe con la suola di volma; dopo avere spiccato un salto, Hawk non smette più di rimbalzare, ed è necessario l'intervento della squadra di football americano dell'università per trattenerlo a terra; successivamente, mentre insegue Brainard per vendicarsi, finisce con l'auto addosso a una pattuglia della polizia ed è arrestato per possesso illegale di armi da fuoco. Il professore, intanto, per presentare la sua scoperta alle autorità federali, parte per Washington assieme a Betsy con la sua auto, che si libra nel cielo grazie alla volma che ha ulteriormente potenziato con radiazioni. Brainard e Betsy rischiano di essere abbattuti perché i militari scambiano la loro auto per un oggetto volante nemico, ma riescono ad arrivare sani e salvi. Il professore, vistosi riconosciuto il merito della scoperta, può così sposare Betsy.

## Produzione
Il personaggio di Brainiard è stato ispirato da una figura realmente esistita, il professor Alyea (1903-1996), docente di chimica all'Università di Princeton, che fu soprannominato "Dr. Boom" da osservatori russi grazie alle sue dimostrazioni al padiglione internazionale di scienza all'Esposizione universale di Bruxelles del 1958, che fu visitata anche da Walt Disney. Disney disse ad Alyea che gli aveva dato un'idea per un film, e invitò Alyea in California perché desse una dimostrazione all'attore Fred MacMurray, che successivamente imitò la gestualità di Alyea per il film. MacMurray avrebbe poi dichiarato che non aveva mai compreso la chimica finché non aveva incontrato Alyea.
Gli effetti speciali furono creati da Robert A. Mattey ed Eustace Lycett, che ottennero la nomination all'Oscar. La canzone "Medfield Fight Song" fu composta dai fratelli Sherman e fu loro prima canzone per un film Disney.
Keenan Wynn e suo padre Ed Wynn appaiono insieme in questo film. Keenan interpretò Alonzo Hawk anche in Professore a tuttogas del 1963 e per una terza volta in Herbie il Maggiolino sempre più matto del 1974. Appare anche il figlio di Keenan, Ned, in una piccola parte non accreditata. Ed Wynn prese parte anche a Professore a tutto gas. In questo periodo della sua vita, la memoria di Ed Wynn si stava indebolendo e non riusciva a ricordare le sue battute, ma conservava le sue naturali verve e doti d'improvvisazione, così improvvisò gran parte del suo dialogo, mentre il regista Stevenson diede istruzione alla troupe di "lasciarlo continuare ancora e ancora. Capite, aveva la più meravigliosa immaginazione."
Il Medfield College of Technology fu usato ancora come ambientazione per il sequel, Professore a tuttogas, così come per la successiva "trilogia disneyana di Dexter Riley": Il computer con le scarpe da tennis (1969), Spruzza, sparisci e spara (1972) e L'uomo più forte del mondo (1975), ognuno dei quali vedeva la presenza di Kurt Russell e Cesar Romero.

## Riconoscimenti
Il film concorse nel 1962 a tre premi Oscar:
- Migliore scenografia (Carroll Clark, Emile Kuri, Hal Gausman).
- Migliore fotografia (Edward Colman)
- Migliori effetti speciali

## Distribuzione
Il film uscì nelle sale americane il 16 marzo 1961 Fu distribuito nuovamente nel 1967 e nel 1975, e uscì per in videocassetta nel 1981, 1986 (in una versione a colori) e 1993.

## Accoglienza

### Critica
Bosley Crowther del New York Times lo definì "un intrattenimento notevolmente dinamico [... ] i più grandi lo troveranno divertente per gli sciocchi intrallazzi che contiene e per la semplice soddisfazione di vedere i bambini che si divertono." Variety lo descrisse come "una commedia fantastica dall'assurdità contagiosa" con MacMurray "perfetto nel ruolo." Philip K. Scheuer del Los Angeles Times scrisse che il film, "per quanto si basi su una sola trovata, è buono E divertente [...] anche se nell'aspetto satirico avrebbe dovuto essere acuto come lo è in quello farsesco (ma non lo è), la novità dell'invenzione porterà popolarità al film." Edith Oliver del New Yorker lo definì "un pezzo farsesco divertente e senza pretese che non può mancare di piacere ai bambini e tutti gli altri che sono fan dei Keystone Cops." The Monthly Film Bulletin lo definì "gradevole e divertente," ma "la commedia non è abbastanza vivace. Si tratta veramente di una storia basata su un'unica trovata, e si sarebbe potuto fare di più con più inventiva, più imprevedibilità; non si esplorano abbastanza le possibilità comiche della mirabile volma."
Nonostante le numerose recensioni positive, alcuni critici stroncarono il film all'uscita, provocando un notevole dolore a Walt Disney, che non poteva capacitarsi di come a qualcuno potesse non piacere un film così spensierato, portando il compositore Richard Sherman a commentare: "Non credete a chi vi dice che Walt era insensibile a una recensione negativa. Gli dava fastidio eccome! Le recensioni buone non gli arrivavano mai al cervello, ma quelle cattive gli arrivavano al cuore."
Il film ha un tasso d'approvazione dell'83% su Rotten Tomatoes sulla base di 23 recensioni, con una media di 7,3 su 10.

## Opere derivate
Una versione a fumetti fu pubblicata sul numero 1199 di Four Color Comics della Dell di aprile 1961.

## Sviluppi successivi

### Seguiti
MacMurray, Olson, Reid e Kirk ripresero le loro parti in Professore a tuttogas, un sequel uscito meno di due anni dopo, nel 1963. Ritorna anche Alan Hewitt (stavolta come procuratore distrettuale), così come i due Wynn (Keenan di nuovo nel ruolo di Alonzo P. Hawk).
Nel 1988, Disney Channel produsse un film per la televisione con lo stesso titolo, che più che un remake si potrebbe definire un sequel spirituale. Il film si svolge ancora al Medfield College, dopo che il professor Brainard è morto e il suo lavoro è andato perduto col tempo. Il successore di Brainard come insegnante di chimica è il professor Henry Crawford, interpretato da Harry Anderson, e la sua fidanzata è Ellen Whitney, interpretata da Mary Page Keller, che insegna inglese. Il professor Crawford ha "la testa tra le nuvole" un po' come Brainard, anche se ha inventato un programma per il computer program chiamato "Albert", un avatar di Albert Einstein, perché lo aiuti a star dietro alle sue responsabilità e a ricordare gli appuntamenti. Per un evento fortuito, Crawford riscopre la formula del flubber. Albert gli fa notare che il flubber reagisce col monossido di diidrogeno, quindi accede ai dati di Brainard e consiglia a Henry di ricreare la famosa Ford T volante. Una scena che cita il film originale è l'uso dell'auto volante che piomba sul tettuccio di un rivale corteggiatore di Ellen, ammaccandolo. Nel 1989 fu realizzato un altro sequel nel quale a Henry, ora marito di Ellen, viene offerto un lavoro nel campo della difesa nazionale da parte del suo amico di università Ed Begley Jr.. Henry si rende conto dell'esistenza di un progetto sinistro e deve lavorare col suo amico per neutralizzarlo. Questo film mostra anche che Henry ha condotto ulteriori esperimenti sul flubber; se viene cotto in una fornace per ventiquattr'ore, si solidifica e diventa impermeabile ai liquidi. Henry battezza questo materiale "flass" (da "flying glass", vetro volante).

### Remake
Un professore fra le nuvole ebbe nel 1997 un remake cinematografico intitolato Flubber - Un professore fra le nuvole, con Robin Williams nei panni del professore, ribattezzato Philip Brainard e Marcia Gay Harden nel ruolo della sua amata, la dottoressa Sara Jean Reynolds (Nancy Olson appare in un cammeo). Né il film di Anderson né il remake del 1997 furono apprezzati come l'originale, ma la versione con Robin Williams fu comunque un successo considerevole. Entrambi furono realizzati a colori.

### Chimica
Diversi composti chimici gommosi sono stati battezzati Flubber in onore della sostanza di Un professore fra le nuvole.